# Список ныне живущих Романовых

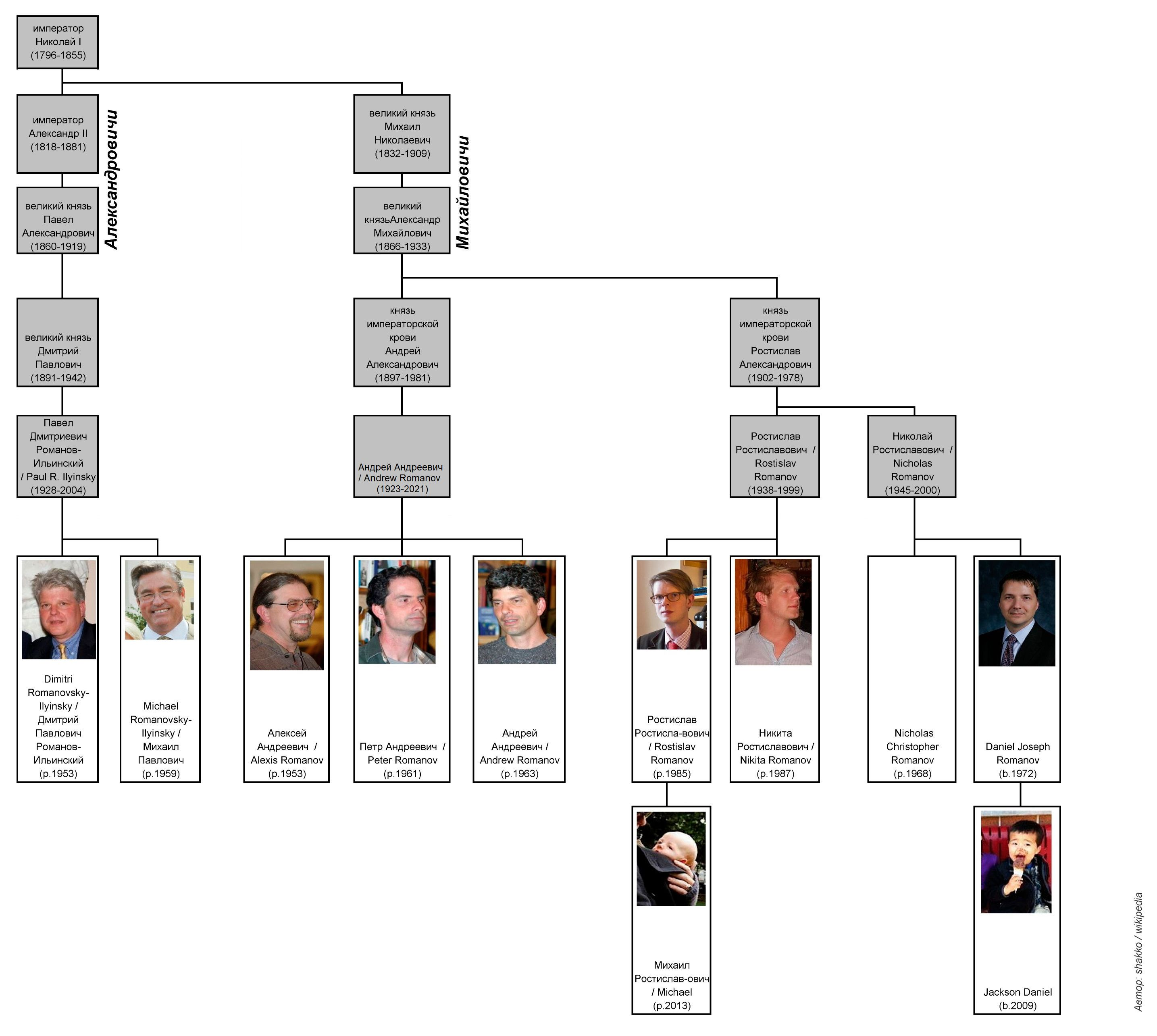
Ныне живущие Романовы мужского пола на 2021 год (по версии ОЧРР)

Все ныне живущие Романовы происходят от трёх из четырёх сыновей Николая I (Александра II, Михаила и Николая), причем только у первых двух есть ныне здравствующие потомки мужского пола, а в ветви Николаевичей остались лишь потомки женского пола. Потомство ещё одного сына (Константина) пресеклось.

## Александровичи
Потомки императора Александра II.
Кирилловичи:
Потомки вел. кн. Кирилла Владимировича, второго сын вел. кн. Владимира Александровича, третьего сына императора Александра II (считают себя главой Дома Романовых, а прочих — морганатическими).
- Мария Владимировна (род. 1953) — дочь вел. кн. Владимира Кирилловича
  - Георгий Михайлович (род. 1981) — её сын
    - Александр Георгиевич  (род. 2022)
    - Кира-Леонида Георгиевна  (род. 2025)

Светлейшие князья Романовы-Ильинские:
Потомки вел. кн. Дмитрия Павловича, старшего сына вел. кн. Павла Александровича, шестого сына императора Александра II, от морганатического брака с Анной Ивановной Эмери (на главенство в Доме Романовых не претендуют).
Дети Павла Дмитриевича Романова-Ильинского (1928—2004):
- Дмитрий Павлович Романов-Ильинский (род. 1954). Его дети:
  - Екатерина Дмитриевна Романова-Ильинская (род. 1981)
  - Виктория Дмитриевна Романова-Ильинская (род. 1983)
  - Лейла Дмитриевна Романова-Ильинская (род. 1986)

- Павла Павловна Романова-Ильинская (Комисэр) (род. 1956)
- Анна Павловна Романова-Ильинская (Глоссинджер; в 1-м бр. — де Янг) (род. 1959)
- Михаил Павлович Романов-Ильинский (род. 1959). Его дочь:
  - Алексис Михайловна Романова-Ильинская (род. 1994)

Светлейшие князья Юрьевские:
Потомки императора Александра II от морганатического брака с княжной Е. М. Долгорукой (на главенство в Доме Романовых не претендуют).
- Георгий Александрович Юрьевский (род. 1961)

## Николаевичи
Потомки кн. имп. крови Романа Петровича, правнука императора Николая I.
Дети Николая Романовича (1922—2014):
- Наталья Николаевна (Консоло) (род. 1952)
- Елизавета Николаевна (Боначини) (род. 1956)
- Татьяна Николаевна (Тиротти; в 1-м бр. — Алессандри) (род. 1961)

## Михайловичи
Потомки четырёх сыновей (Андрея, Фёдора, Ростислава, Василия) вел. кн. Александра Михайловича (1866—1933), внука императора Николая I, и вел. кн. Ксении Александровны (1875—1960), дочери императора Александра III.
Андреевичи:
- Дети Андрея Андреевича (1923—2021):
  - Алексей Андреевич (род. 1953)
  - Пётр Андреевич (род. 1961)
  - Андрей Андреевич (род. 1963). Его дочь:
    - Наталья Андреевна (род. 1993)

- Ольга Андреевна (род. 1950).

Фёдоровичи:
- Татьяна Михайловна (род. 1986) — дочь Михаила Михайловича, сына Михаила Фёдоровича.

Ростиславичи:
Дети Ростислава Ростиславовича (1938—1999):
- Стефания Ростиславовна (Боггис) (род. 1963)
- Александра Ростиславовна (род. 1983)
- Ростислав Ростиславович (род. 1985). Его сын:
  - Ростислав Ростиславович (род. 2013) — рождён вне брака.

- Никита Ростиславович (род. 1987)

Дети Николая Ростиславовича (1945—2000):
- Николай Николаевич (род. 1968). Его дети:
  - Карлайн Николаевна (род. 2000)
  - Шелли Николаевна (род. 2003)

- Даниил Николаевич (род. 1972). Его дети:
  - Мэдисон Данииловна (род. 2007)
  - Даниил Даниилович (род. 2009)

- Хизер Николаевна (Мунао) (род. 1976).

Васильевичи:
- Марина Васильевна (Бидлстон) (род. 1940) — дочь Василия Александровича.

## Комментарии
1. ↑  В некоторых источниках утверждается, что сына зовут Михаил, но сам отец ребенка в интервью заявляет, что сын носит такое же имя как у него и у деда.[1]